# TEX101
TEX101 (англ. Testis expressed 101) – білок, який кодується однойменним геном, розташованим у людей на довгому плечі 19-ї хромосоми. Довжина поліпептидного ланцюга білка становить 249 амінокислот, а молекулярна маса — 26 667.
| 10         |  | 20         |  | 30         |  | 40         |  | 50         |
| ---------- |  | ---------- |  | ---------- |  | ---------- |  | ---------- |
| MGTPRIQHLL |  | ILLVLGASLL |  | TSGLELYCQK |  | GLSMTVEADP |  | ANMFNWTTEE |
| VETCDKGALC |  | QETILIIKAG |  | TETAILATKG |  | CIPEGEEAIT |  | IVQHSSPPGL |
| IVTSYSNYCE |  | DSFCNDKDSL |  | SQFWEFSETT |  | ASTVSTTLHC |  | PTCVALGTCF |
| SAPSLPCPNG |  | TTRCYQGKLE |  | ITGGGIESSV |  | EVKGCTAMIG |  | CRLMSGILAV |
| GPMFVREACP |  | HQLLTQPRKT |  | ENGATCLPIP |  | VWGLQLLLPL |  | LLPSFIHFS  |

A: Аланін

C: Цистеїн

D: Аспарагінова кислота

E: Глутамінова кислота

F: Фенілаланін

G: Гліцин

H: Гістидин

I: Ізолейцин

K: Лізин

L: Лейцин

M: Метіонін

N: Аспарагін

P: Пролін

Q: Глутамін

R: Аргінін

S: Серин

T: Треонін

V: Валін

W: Триптофан

Кодований геном білок за функцією належить до ліпопротеїнів. 
Задіяний у такому біологічному процесі, як альтернативний сплайсинг. 
Локалізований у клітинній мембрані, мембрані.